# El circo (álbum)
El circo es el segundo álbum de estudio de la banda de rock ska mexicana Maldita Vecindad y los Hijos del Quinto Patio, lanzado al mercado el 24 de septiembre de 1991 a través de Sony Music Entertainment de México. En el mes de septiembre del 2016 con el resurgimiento de los discos en vinilo y celebrando los 25 años de la publicación del álbum, fue relanzado en dicho formato en la serie "Latinoamérica en Vinil" de Sony Music. Forma parte de la lista de los 100 discos que debes tener antes del fin del mundo, publicada en 2012 por la misma disquera.

## Lista de canciones
Todas las canciones escritas y compuestas por Maldita Vecindad excepto «Querida» de Juan Gabriel. 
| N.º   | Título                            | Duración |  |
| 1.    | «Pachuco»                         | 3:14     |  |
| 2.    | «Un poco de sangre»               | 4:00     |  |
| 3.    | «Toño»                            | 3:30     |  |
| 4.    | «Solín»                           | 3:11     |  |
| 5.    | «Kumbala»                         | 4:27     |  |
| 6.    | «Un gran circo»                   | 4:11     |  |
| 7.    | «Pata de perro»                   | 3:29     |  |
| 8.    | «Crudelia»                        | 2:42     |  |
| 9.    | «Mare»                            | 3:38     |  |
| 10.   | «Otra»                            | 0:17     |  |
| 11.   | «Querida (cover de Juan Gabriel)» | 3:29     |  |
| 36:08 |                                   |          |  |

© MCMXCI. Bertelsmann de México, S.A. de C.V.